# Zielone żabki
Zielone żabki, Przygody Zielonych Żabek, Zielone Żabki - Przygody nad Tęczowym Stawem (jap. けろっこデメタン Kerokko Demetan) – japoński serial animowany wyprodukowany w 1973 roku przez Tatsunoko Production. Serial liczy 39 odcinków.

## Wersja polska

### Wersja VHS
Serial wydany na kasetach VHS z angielskim dubbingiem i polskim lektorem.
- Dystrybucja: Video Rondo (9 kaset)[5][6].